# ヶ
|    | w  | r  | y  | m  | h  | n  | t  | s  | k  |    |   |
| ん | わ | ら | や | ま | は | な | た | さ | か | あ | a |
| っ | ゐ | り |    | み | ひ | に | ち | し | き | い | i |
| ゛ |    | る | ゆ | む | ふ | ぬ | つ | す | く | う | u |
| ー | ゑ | れ |    | め | へ | ね | て | せ | け | え | e |
| ヶ | を | ろ | よ | も | ほ | の | と | そ | こ | お | o |

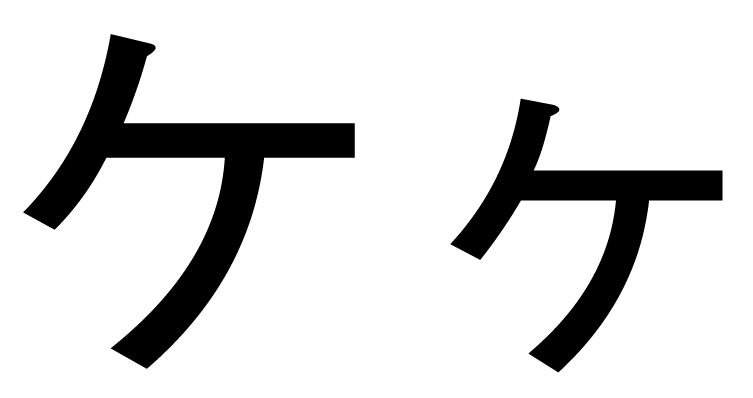
Carácter kana y su versión "pequeño kana"

ヶ (llamado también como 小さいケ lit. "pequeño ke") es un carácter kana japonés poco conocido.
Es la abreviación del kanji 箇 que es usado como un contador. Se pronuncia como "ka" o "ga", no "ke" o "ko". La regla de pronunciación es si se usa en una palabra como contador, tal es el caso de 1ヶ月 (ikkagetsu, "un mes"), se pronuncia "ka". Si fuera el nombre de un lugar como 青木ヶ原 (Aokigahara) se pronuncia "ga".
Incidentalmente, "～ヶ原" (gahara) significa "campo de - " y aparece ocasionalmente en algunos lugares de Japón.